# Rhicnocoelia punctifrons
Rhicnocoelia punctifrons är en stekelart som beskrevs av Heydon 1989. Rhicnocoelia punctifrons ingår i släktet Rhicnocoelia och familjen puppglanssteklar. Inga underarter finns listade i Catalogue of Life.